# Transavia France
Cet article concerne la compagnie aérienne française. Pour son homologue néerlandaise, voir Transavia.
Transavia France (code AITA : TO ; code OACI : TVF), est une compagnie aérienne à bas prix française, filiale du groupe Air France-KLM et basée à l'aéroport de Paris-Orly. Elle partage son identité visuelle, son site web et son modèle d'exploitation avec sa compagnie sœur néerlandaise, Transavia.

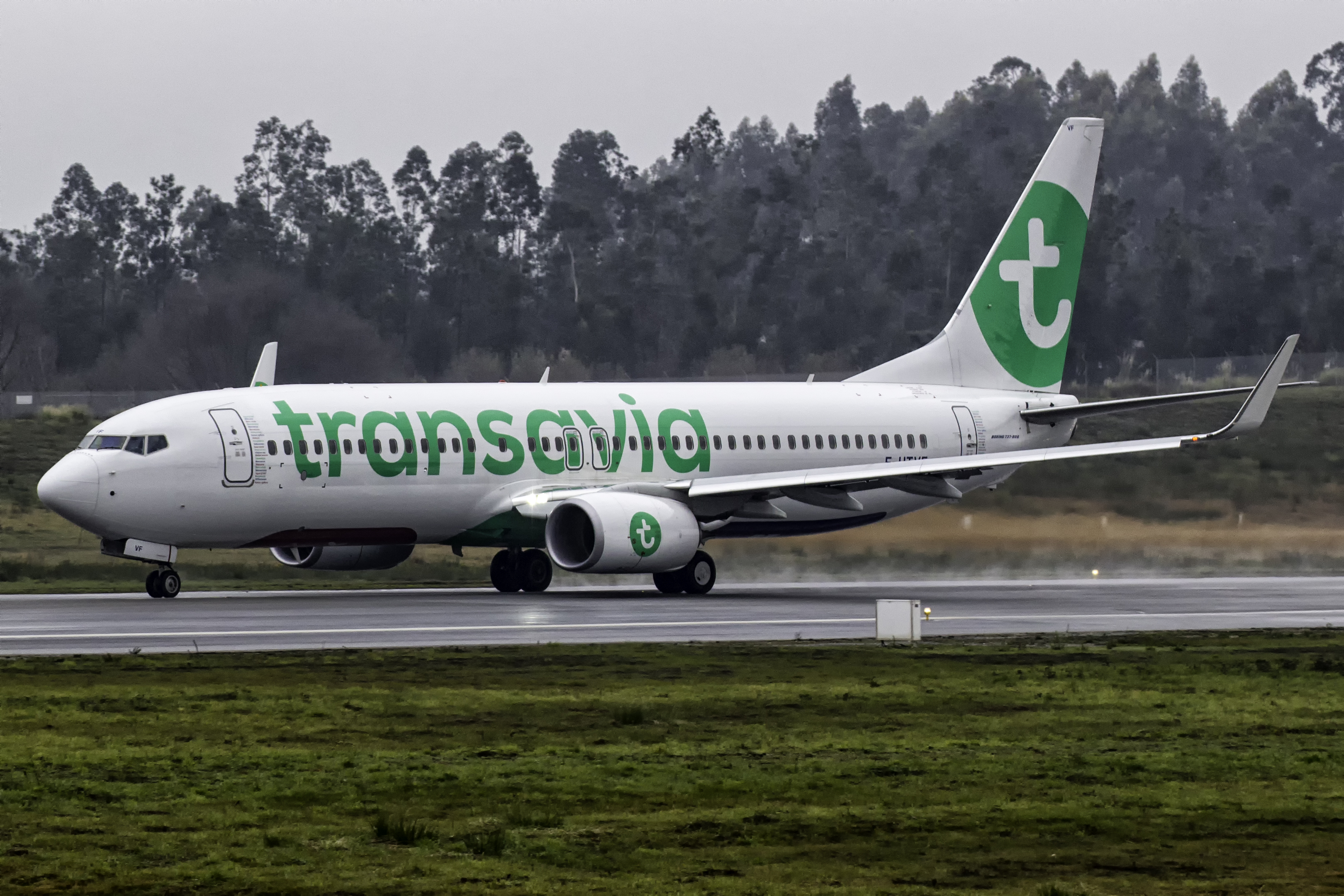
Boeing 737-800 (F-HTVF) de Transavia France aux nouvelles couleurs.

## Histoire

### 2006 (Création)
Transavia.com France a été créée en novembre 2006 par Air France et la compagnie néerlandaise Transavia (transavia.com à l'époque), et a commencé ses opérations en mai 2007, en exploitant des vols réguliers et des vols charter.

### 2018 (Année record)
En 2018, Transavia a enregistré ses « meilleurs résultats depuis son lancement ».

### 2024 (Renouvellement de la flotte)
Le 10 janvier 2024, Transavia réceptionne son premier Airbus A320neo, qui remplacera d'ici à 2030 tous les Boeing 737-800 de la compagnie. Le premier vol commercial de l'Airbus A320neo aux couleurs de la compagnie, a commencé le 15 janvier 2024 avec un vol à destination de Porto, au Portugal.
En juillet 2025, la compagnie lance un service inédit de plateforme d'échange qui permet au voyageur qui ne prend finalement pas son vol de pouvoir récupérer 50 % du prix de son billet (et les taxes aéroportuaires) s'il trouve un acquéreur de dernière minute.

## Organisation

### Propriétaires et structure
Transavia France est une filiale du groupe Air France-KLM, détenue à 100% par Air France.

### Modèle de business
Les chiffres de performance de la marque Transavia (Transavia et Transavia France) sont présentés dans les comptes annuels publiés de leur société mère, Air France-KLM. Les comptes financiers des deux parties de la marque sont entièrement intégrés dans les comptes Air France-KLM.

### Siège social
Anciennement à Paray-Vieille-Poste au niveau de l'arrêt Héléne Boucher de la ligne T7, le siège social de Transavia France se trouve désormais au 7 Av. de l'Union à Orly. Il est accessible par la ligne T7 ou par les bus 183, N22, N31 ou les navettes d'Aéroport de Paris depuis l'arrêt Cœur d'Orly.

### Services
Transavia offre le service Buy on Board, acheter à bord, qui propose de la nourriture et des boissons à acheter.
Elle propose également des produits vendus en Duty Free, comprenant parfums, gadgets publicitaires Transavia ou encore des bijoux.
Le 3 avril 2024, Transavia met fin à la gratuité du bagage cabine pour son offre de base BASIC (bagages de dimensions 55 × 35 × 25 cm).

## Logo

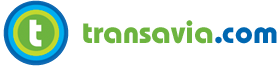
Logo de Transavia France (2007-2015)[7].
Logo de Transavia France depuis 2015.

## Destinations
Répartition des destinations au 15 septembre 2024
Depuis le 26 février 2018, un partage de code permet à Air France de proposer les 77 lignes opérées par Transavia France au départ d'Orly, Nantes et Lyon.
Transavia France ouvrira une quatrième base à l'aéroport Montpellier-Méditerranée à compter du 3 avril 2020, comportant une vingtaine de destinations et 2 Boeing 737-800.
À la suite de l'accord du Syndicat National des Pilotes de Ligne (SNPL) en août 2020, Transavia France pourra désormais opérer sur les lignes intérieures françaises.
Le 15 septembre 2020, Transavia France annonce l'ouverture à la vente de ses premières lignes intérieures au départ de ses bases d'Orly et Nantes, à destination de Biarritz, Montpellier, Nice, Toulouse et Marseille. Premiers vols dès le 02 novembre.
Le 26 septembre 2020, Transavia France annonce un plan de développement important pour l'été 2021 avec l'entrée en flotte de 8 Boeing 737-800 supplémentaires la faisant ainsi passer de 40 à 48 appareils.
Depuis l'automne 2023, Transavia exploite des vols vers Dubaï au départ des aéroports de Lyon et Marseille avec une escale technique au retour à Bourgas.
De même, Transavia et L’Office National Marocain du Tourisme (ONMT), ont annoncé, le 14 mai 2025, un renforcement significatif de l’offre aérienne au départ de la France à partir de l’hiver 2025. Ce partenariat, déjà fructueux, se poursuit avec un plan ambitieux qui vise à accroître de 30% la capacité vers le Maroc, avec l’ajout de 14 nouvelles routes et plus de 130.000 sièges supplémentaires, consolidant ainsi la position du Maroc en tant que première destination pour les voyageurs français,,.

## Flotte

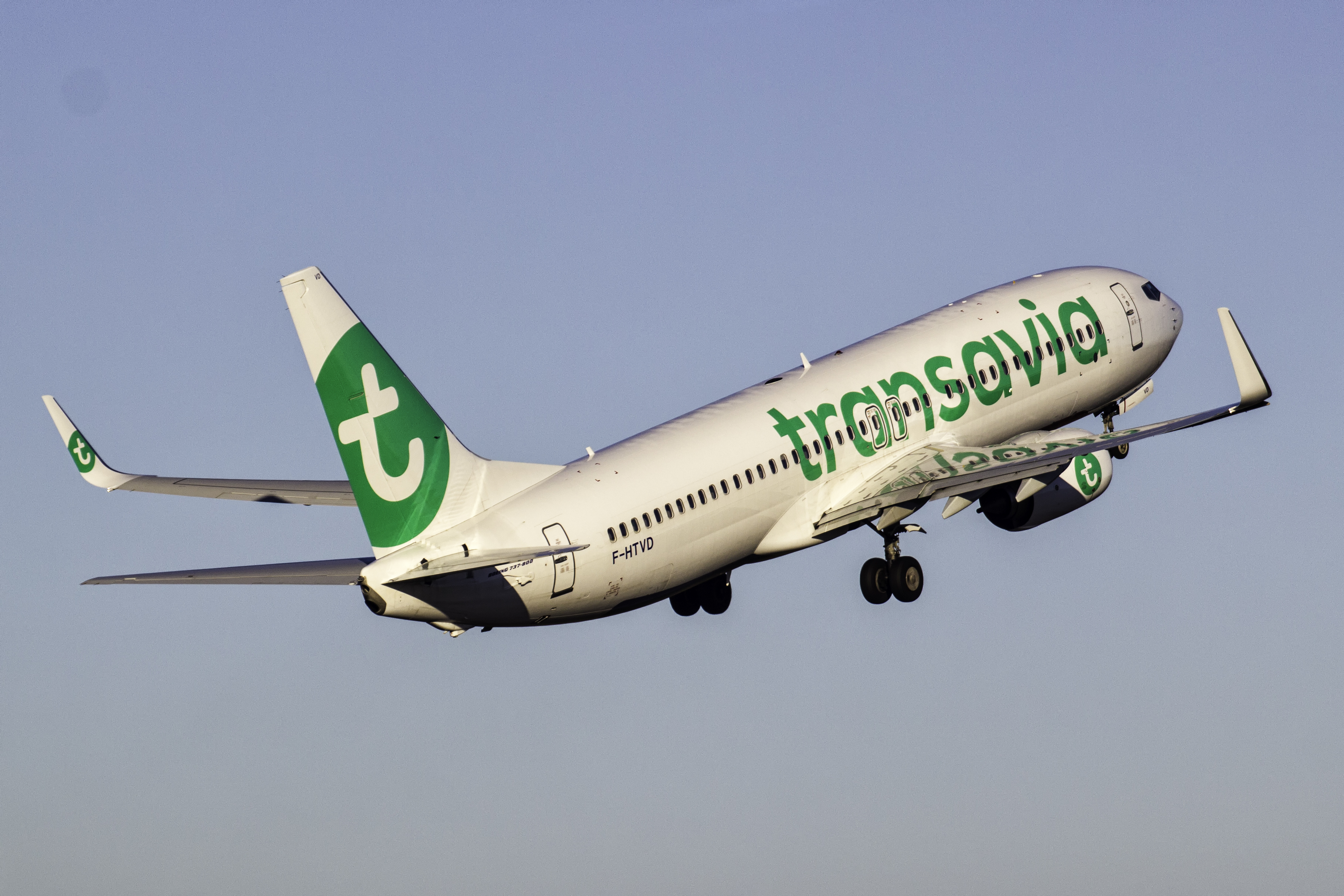
Boeing 737-800 de Transavia France (F-HTVD) aux nouvelles couleurs.

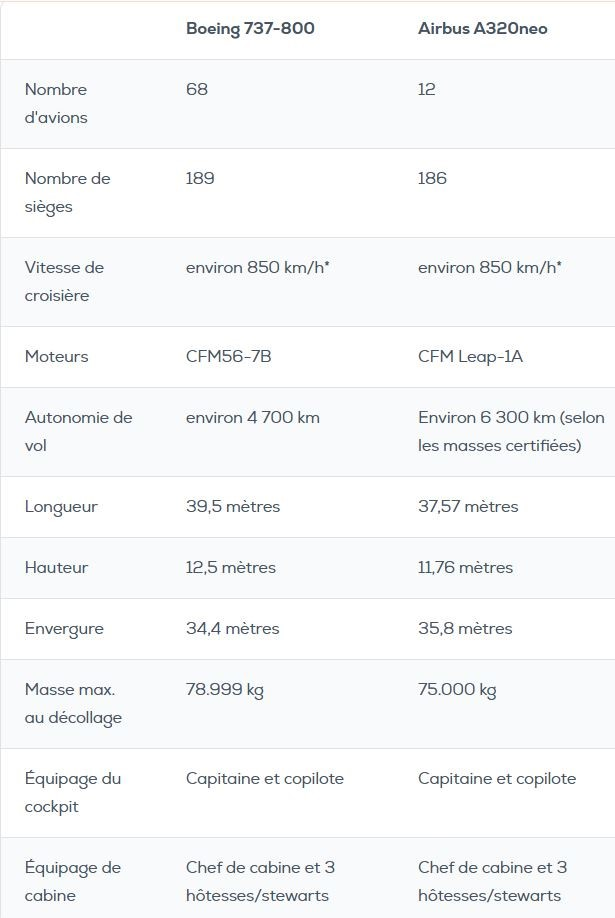
Fiche technique des avions de Transavia France

Pendant la saison hivernale, Transavia France louait une partie de sa flotte à Air Transat, filiale du groupe Transat A.T.,. La compagnie compte depuis de nombreuses années le Club Méditerranée parmi ses plus gros clients.

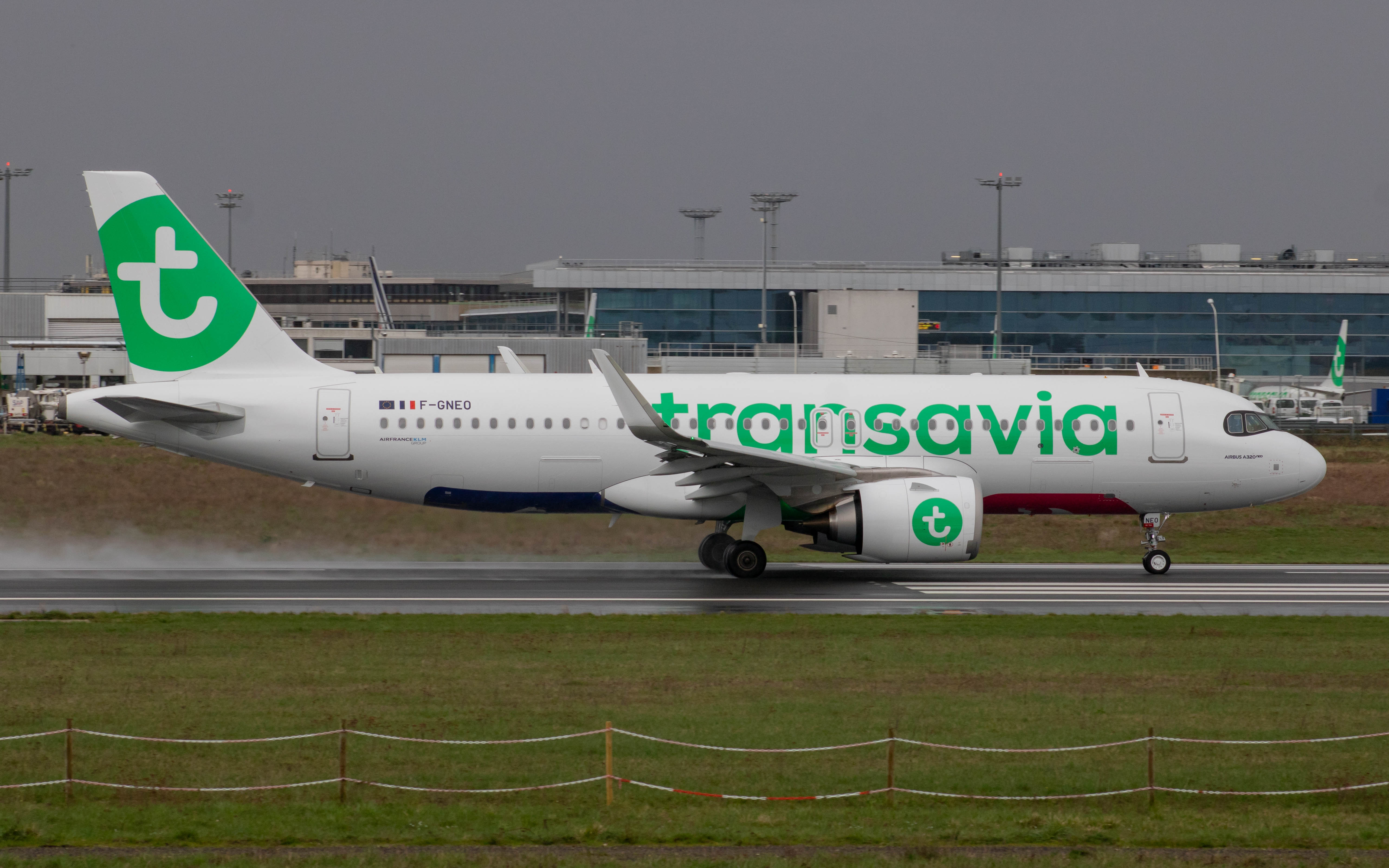
Le premier Airbus A320Neo de Transavia France

Depuis plusieurs années Transavia France manque d'avions et fait donc appel à d'autres compagnies (Amelia, Albastar ou encore Fly2Sky) pour opérer ses vols.

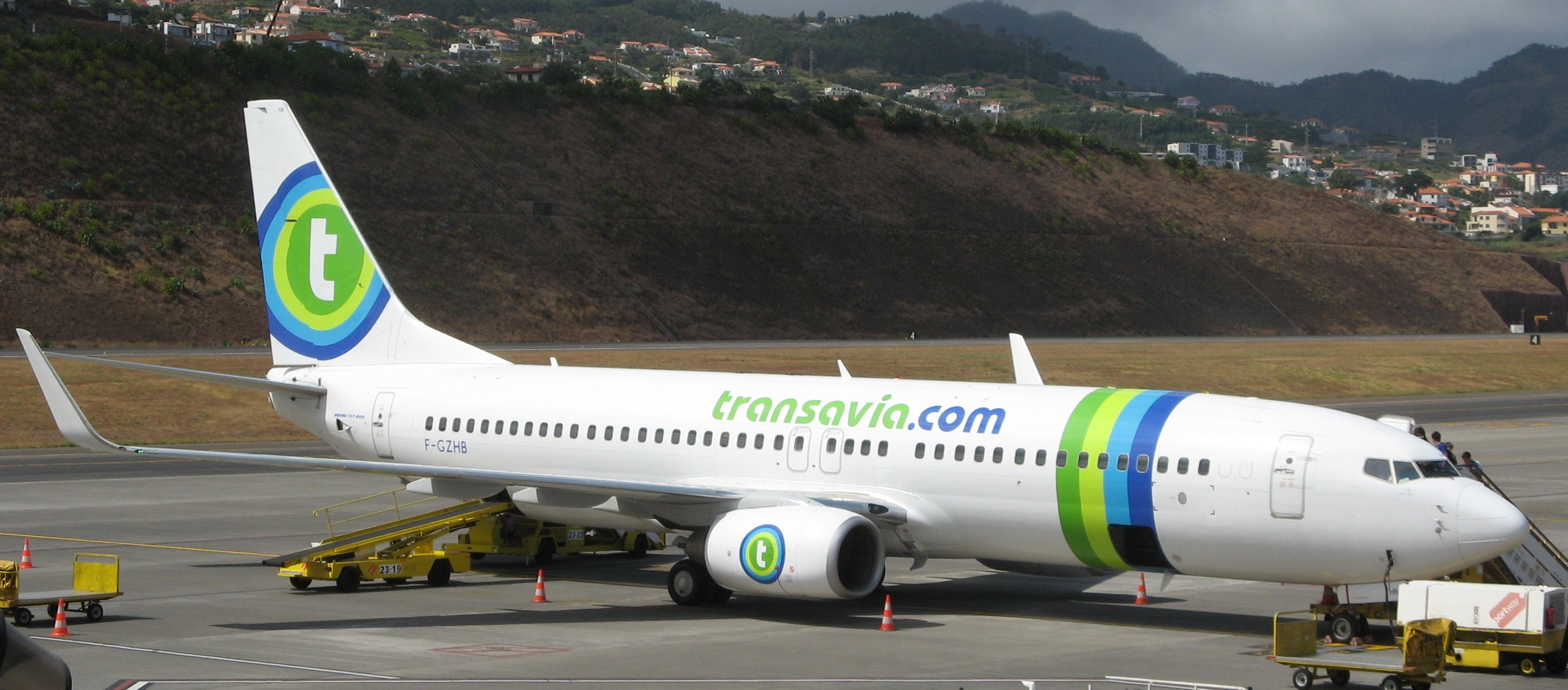
Boeing 737-800 (F-GZHB) de Transavia France aux anciennes couleurs.

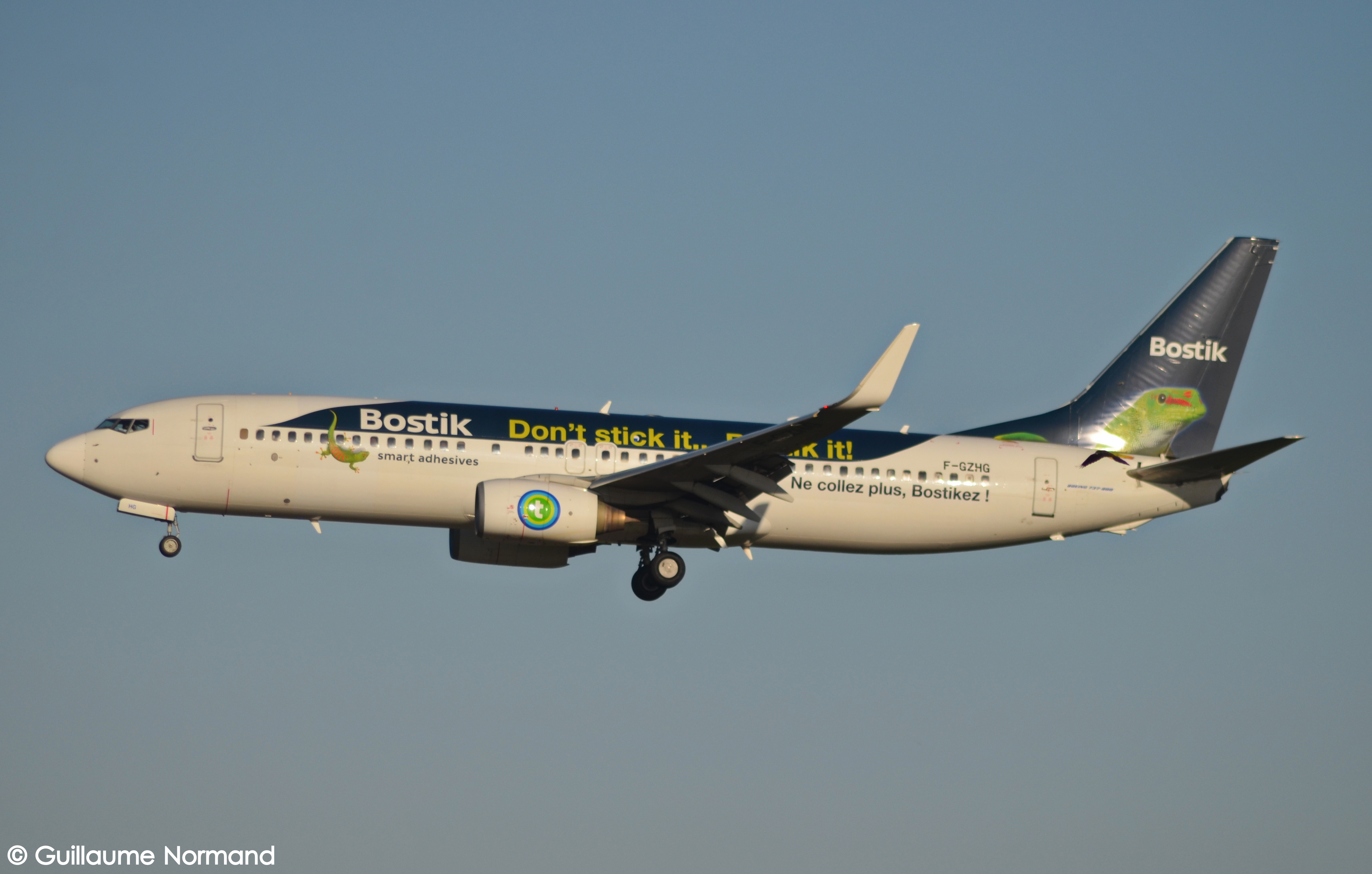
Boeing 737-800 (F-GZHG) de Transavia France avec une publicité pour l'entreprise française de colle Bostik en 2015.